# Nightfall (livro)
Nightfall (ou O Cair da Noite, no Brasil) é um livro de ficção científica escrito a quatro mãos por Isaac Asimov e Robert Silverberg, publicado em 1990. Inicialmente era um conto de Asimov, publicado originalmente em 1941. Em 1968, o Science Fiction Writers of America considerou Nightfall como o melhor conto de ficção científica.

Recebeu duas adptações cinematográficas, em 1988 e 2000.

## História
O livro narra sobre um planeta chamado Kalgash, onde existem seis sóis, de forma que sempre estivesse ao menos um deles no céu por vez, criando um mundo onde jamais existe noite. Desta forma os habitantes de Kalgash não estão habituados a lidar com a escuridão, chegando a sentir tonturas e efeitos colaterais mais graves em ambientes não iluminados.
O problema todo ocorre quando duas descobertas importantes são feitas pelos cientistas. A arqueóloga Siferra 89 descobre ruínas de cidades sobrepostas uma sobre a outra, separadas pelo mesmo intervalo de tempo; uma demonstração que a cidade parecia ter sido destruída e reconstruída a cada dois mil anos. A segunda descoberta foi feita pelo astronômo Beenay 25, que descobriu que a órbita do planeta não seguia as regras descritas na Teoria da Gravitação Universal (considerada perfeita). Confuso quanto a isso, ele apresenta o resultado de seus estudo a seu tutor Athor 77; justamente o descobridor de tais leis. Através de muita pesquisa, Athor chega à conclusão de que a teoria estaria correta. O grande problema é que havia um astro desconhecido (uma lua) que com sua gravidade alterava a órbita do planeta. 
As descobertas vão se sucedendo até a maior delas: em poucos dias, haveria apenas um sol no céu, ao mesmo tempo em que a lua passaria por ele, criando um eclipse e algo nunca sonhado em Kalgash: escuridão!

## Personagens
Beenay 25: Beenay é o astronômo responsável por levantar dúvidas quanto à Teoria da Gravitação Universal. Ele possui muitas dúvidas sobre relatar suas descobertas por causa de Arthor (o criador das leis) ser considerado por ele como um mestre. 
Siferra 89: É a arqueóloga responsável por encontrar as ruínas do que seria a mais antiga cidade de Kalgash. Aos poucos vai criando uma relação de amor e ódio com o escritor Theremon.
Theremon 762: Amigo de Beenay, é para ele que o amigo acaba desabafando sobre suas descobertas. Quando os cientistas anunciam sobre o eclipse, por não acreditar, ele se sente na responsabilidade de desacreditá-los perante a população e passa a escrever satirizando suas descobertas.
Sheerin 501: Um psicológo que investiga os efeitos de loucura surgidas em pessoas que passaram por escuridão prolongada.
Athor 77: Criador da Teoria da Gravitação Universal, quando sabe das descobertas de Beeney passa a se dedicar de corpo e alma a tentar descobrir o porquê dos erros em sua teoria. Ele mesmo acaba por chegar a conclusão sobre a lua.

## Seis sóis
O "sistema solar" de Kalgash é formado pelo sol principal Onus. É ao seu redor que o planeta gira. Em algum ponto no céu estão dois pares de sóis que andam sempre juntos e apenas podem ser separados no céu, mesmo que por minutos, pela linha do horizonte. São eles Trey, Patru e Tano, Sitha. Existe ainda Dovim, que é um pequeno sol vermelho. Mesmo sua fraca iluminação é suficiente para afastar a escuridão de Kalgash.
Estes seis sóis podem ser vistos em muitas combinações. O mais comum é haver três sóis no céu, mas ocorre com frequência a presença de quatro e de forma rara (a cada três anos) de cinco sóis. Justamente esta última disposição faz com que em um hemisfério haja apenas um sol (o pequeno Dovim).
Invisível no céu está Kalgash Dois, um satélite natural que gira ao redor do planeta em uma órbita muito distante. Por causa da natureza de seu solo, da distância da sua órbita e da excessiva iluminação de Kalgash, é impossível vê-lo no céu.